# Tranvía de Toulouse
El Tranvía de Toulouse (Tramway de Toulouse en francés, Tramvai de Tolosa en occitano), es una red de tranvía que da servicio a la ciudad francesa de Toulouse y a su área metropolitana. Fue inaugurada el 11 de diciembre de 2010, coincidiendo con la apertura de la línea . Posteriormente, se creó una ramificación de la línea, y se dividió entre las líneas  y .

## Historia

### La red original: de 1887 a 1957
Como muchas otras ciudades europeas Toulouse tuvo una extensa red de tranvías que desapareció a mediados del siglo XX. Toulouse dispuso de una red de tranvía de tracción animal desde 1887, que alcanzó en 1902 los 118 tranvías arrastrados por caballos.
La electricidad comenzó su desarrollo y el 14 de noviembre de 1906 se inaugura el primer tranvía eléctrico. La segunda línea electrificada entra en servicio en 1911, entre Esquirol y Lafourguette. Entre 1930 y 1940 se realizan grandes trabajos de puesta de carril que permiten mejorar y extender la red de ferrocarril hasta los años 50.
En 1948 el ayuntamiento intenta reemplazar el tranvía por el trolebús, pero termina en un fracaso. El autobús y el coche son los que finalmente sustituyen al tranvía, que termina por desaparecer en 1957. Los primeros carriles bus aparecen en 1970 para paliar los problemas de circulación.

### La renovación del tranvía
Con la línea  del metro ya en funcionamiento y la línea  a punto de empezar su construcción, se estudió la vuelta del tranvía a la ciudad.
En abril de 2006 se firmó el precontrato de compra de 24 ramas Citadis. En abril de 2007 finalmente se contrató la construcción de 18 de ellas. Por problemas de financiación los trabajos de construcción de la infraestructura no se iniciaron hasta el verano de 2007.

### Apertura de la línea
La línea  debería haberse abierto el 27 de noviembre de 2010 pero, debido a un movimiento social de protesta, se abrió el 11 de diciembre de ese mismo año. La primera sección, entre Arènes y Aéroconstellation, supuso pues la vuelta del tranvía a Toulouse, 53 años después del cierre de los antiguos.

### Ampliación hasta el centro
En 2013, la línea  se amplió por primera vez, llegando hasta la estación Palais de Justice, en el centro de la ciudad.

### Restructuración de la red
Con la apertura del ramal al aeropuerto, en 2015, la línea  se separó en dos líneas distintas,  y , que realizan el mismo recorrido entre Palais de Justice y Ancely y luego se bifurcan. La  va a parar a Aéroconstellation y la  a Aéroport.

## Explotación
La explotación de la red corre a cargo de Tisséo Voyageurs, así como la de los autobuses y el metro de la ciudad. Los trenes y la infraestructura pertenecen a Tisséo Colectivités y algunos proyectos los realiza Tisséo Ingénierie, que también realiza las labores de limpieza y mantenimiento.

## La red

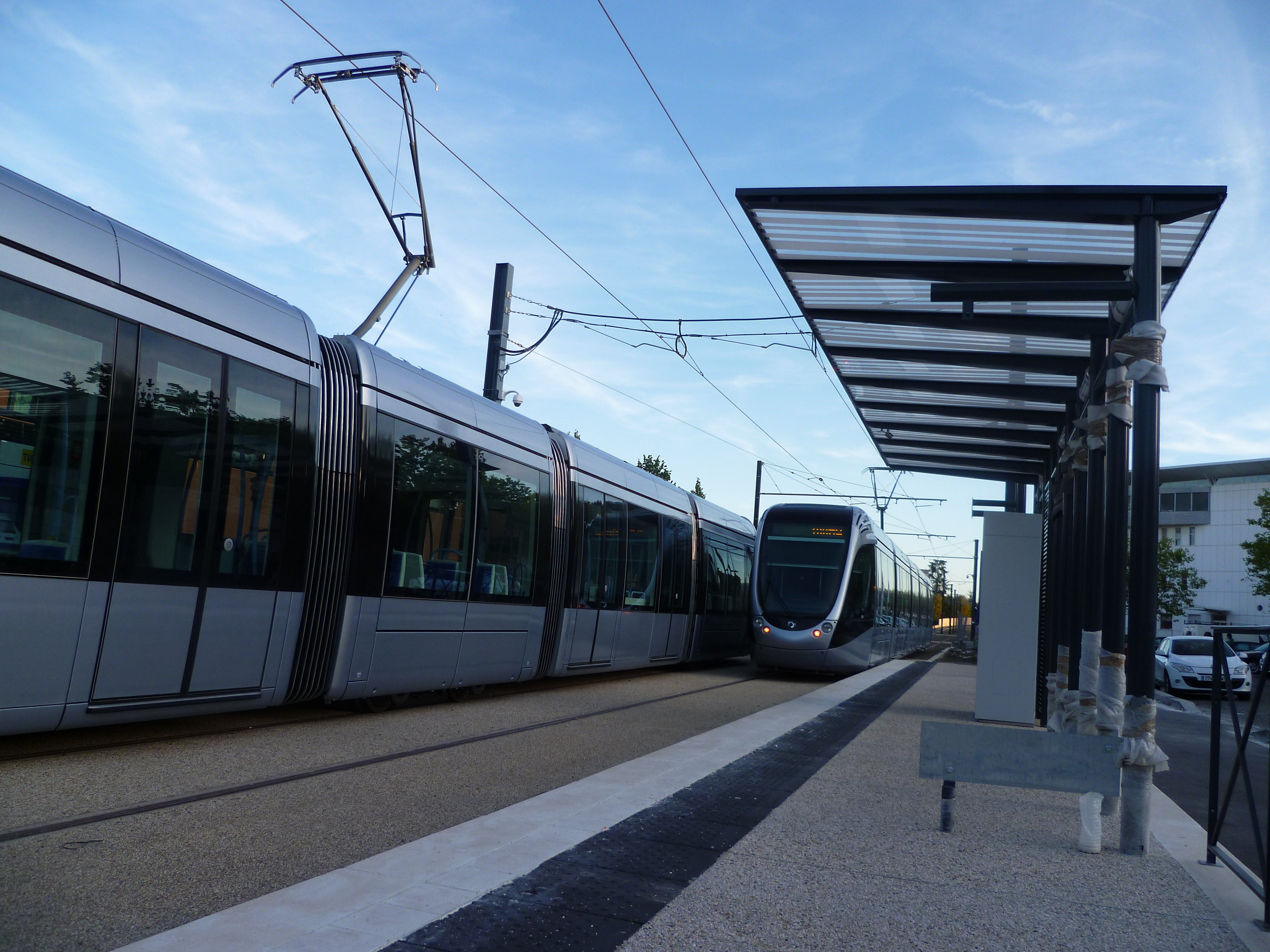
Trenes en la estación Purpan

### Línea
Es la más larga de las líneas. Conecta las ciudades de Beauzelle y Blagnac con Toulouse. Tiene correspondencia con el Metro de Toulouse en las estaciones Arènes y Palais de Justice, así como con el RER de Toulouse, en Arènes.
Es la segunda línea. Complementa a la primera hasta Ancely, separándose luego de ella y llegando al Aeropuerto de Toulouse-Blagnac.

## Características Técnicas

### Los tranvías
Ambas líneas están operadas por trenes Citadis de Alstom de 5 cajas, cuyo diseño exterior fue realizado en colaboración con Airbus. Para la línea , se han destinado 18 ramas, mientras que para la línea ,se han destinado 10 ramas.

## Futuro

### Extensiones en construcción

#### Extensión al Parc des Expositions
Con la apertura en 2020 del Parque de Exposiciones de Toulouse en Beauzelle, la línea  se extenderá durante 900 m más, añadiendo una parada más a dicha línea. Está previsto que se inaugure en verano de 2020.

#### Toulouse Aérospace Express
Dentro de la construcción de la tercera línea de metro, está prevista la construcción de una estación en ambas líneas, la estación Jean-Maga, que se situará entre Ancely y Nadot. Se trasladará allí el inicio de la línea , dejando el trazado hasta Palais de Justice a la línea  y centrando el servicio de la  en conectar el Aeropuerto de Toulouse-Blagnac con las líneas  y tres del metro.